# هيلتون كيلي
هيلتون كيلي (بالإنجليزية: Hilton Kelley)‏ هو عالم بيئة أمريكي، ولد في 18 أغسطس 1960 في بورت أرثر في الولايات المتحدة.